# Flaga Andaluzji
Flaga Andaluzji składa się z trzech poziomych pasów jednakowej szerokości: dwóch zielonych i białego pomiędzy nimi. W środku umieszczony jest herb Andaluzji, aczkolwiek istnieją też wersje flagi pozbawione tego symbolu.
Zgodnie z hymnem Andaluzji, barwa zielona symbolizuje nadzieję, a biała – pokój. Według innej interpretacji barwa zielona symbolizuje ziemie uprawne, a biała domy – typowy krajobraz Andaluzji; inna interpretacja symboliki kolorów odwołuje się do historycznej przeszłości kraju – okresu panowania muzułmańskiego.

Flaga Andaluzji używana przez środowiska nacjonalistyczne i niepodległościowe
Inna nacjonalistyczna flaga Andaluzji z gwiazdą Tartessos